# Võhma (Viljandi)
Võhma (deutsch Wöchma) ist eine Kleinstadt im Kreis Viljandi in Estland. Obwohl die Ortschaft nur 1544 Einwohner zählt, besitzt sie seit dem 10. August 1993 Stadtrecht und ist somit eine der kleinsten Städte des Landes.

## Geschichte
Nach der Fertigstellung der Eisenbahnlinie Tallinn–Viljandi–Mõisaküla entstand um den Bahnhof Võhma ein kleines Landdorf, das in den Folgejahren durch die Gründung einer Landwirtschaftsgenossenschaft und einer Molkerei schnell wuchs. Ein bedeutender Schritt für die Entwicklung des Ortes war 1928 die Gründung eines Schlachthofes, dem Võhma über die nächsten Jahrzehnte einen beständigen Aufschwung verdankte. Im Zweiten Weltkrieg wurde Võhma schwer in Mitleidenschaft gezogen, die deutschen Truppen verminten die Fleischfabrik vor ihrem Rückzug aus der Gegend, doch die Minen konnten von einigen Einheimischen Arbeitern rechtzeitig entschärft werden.
Auch in der Zeit unter sowjetischer Herrschaft blieb der Schlachthof das Zentrum des wirtschaftlichen Lebens und verschaffte der Gemeinde einen gewissen Wohlstand. Von 1972 bis 1975 wurde am Ortsrand ein neuer Schlachthof gebaut, von wo aus, dank Gleisanschluss, Fleisch- und Wurstwaren direkt nach Leningrad geliefert wurden. In den 1980er Jahren waren über 800 Personen in der Fleischfabrik beschäftigt.
Die Unabhängigkeit Estlands im August 1991 leitete durch den Wegfall des Marktes im Osten (neue Staatsgrenzen, Zölle) den Niedergang des Schlachthofes ein. 1994 musste der Schlachthof Konkurs anmelden, nach einem Rettungsversuch mit einer dramatisch reduzierten Belegschaft schlossen sich 1996 die Werkstore für immer. Damit wurde die Stadt in eine tiefe soziale Krise gestürzt und stand zeitweise fast exemplarisch für die Risiken des jungen Staates auf dem Weg von der Plan- zur Marktwirtschaft. Die Arbeitslosigkeit betrug in den späten 1990er Jahren um die 25 %.
Erst um die Jahrtausendwende begann sich das wirtschaftliche Leben zu erholen. Im Sommer 2000 begann eine Kerzenmanufaktur ihre Produktion, in den darauffolgenden Jahren kamen eine Näherei (heute größter Arbeitgeber mit ungefähr 80 Angestellten), eine Mineralwasserabfüllerei und verschiedene Kleinbetriebe dazu.

## Geografie und Sehenswürdigkeiten
Võhma liegt fast im Geografischen Zentrum Estlands an der nördlichen Grenze des Kreises Viljandi. Die Eisenbahnlinie Tallinn–Viljandi führt durch die Stadt, die Hauptstraße Tallinn-Viljandi direkt daran vorbei. Die Stadt ist umgeben von sumpfigem und morastigem Land und liegt ca. 10 km nördlich von Soomaa, dem größten Überschwemmungsgebiet Europas.

## Söhne und Töchter der Stadt
Der Dichter und Literaturkritiker Hannes Varblane und der estnische Fußball-Nationalspieler Jarmo Ahjupera wurden hier geboren.

## Mit der Stadt verbunden
Jaak Aab, estnischer Sozialminister von 2005 bis März 2007 und Mitglied des XI. Parlamentes, war von 1996 bis 2002 Bürgermeister und hat bis heute seinen Wohnsitz in der Stadt.